# Mjanmarski sustav mjernih jedinica
Mjanmar je, uz SAD i Liberiju, jedna od tri države u kojima se službeno ne koristi ili ne mora koristiti međunarodni sustav mjernih jedinica.

## Mjere

### Udaljenost
- 1 tva – 200 mm
- 1 taun – 500 mm

### Obujam
- 1 pyi – 2800 mL
- 1 bu – 350 mL
- 1 pi – 8 bu

### Masa
- 1 peikta – 2 kg
- 1 kjat ta – 16,3 g
- 1 vis – 1,63 kg